# Чарльз Болен
Чарльз Болен (англ. Charles Eustis Bohlen; 30 серпня 1904, Джефферсон — 1 січня 1974, Вашингтон) — американський дипломат.

Гаррі Гопкінс, Стівен ІрлІ та Чарльз Болен у Лівадійському палаці під час Кримської конференції, 1945

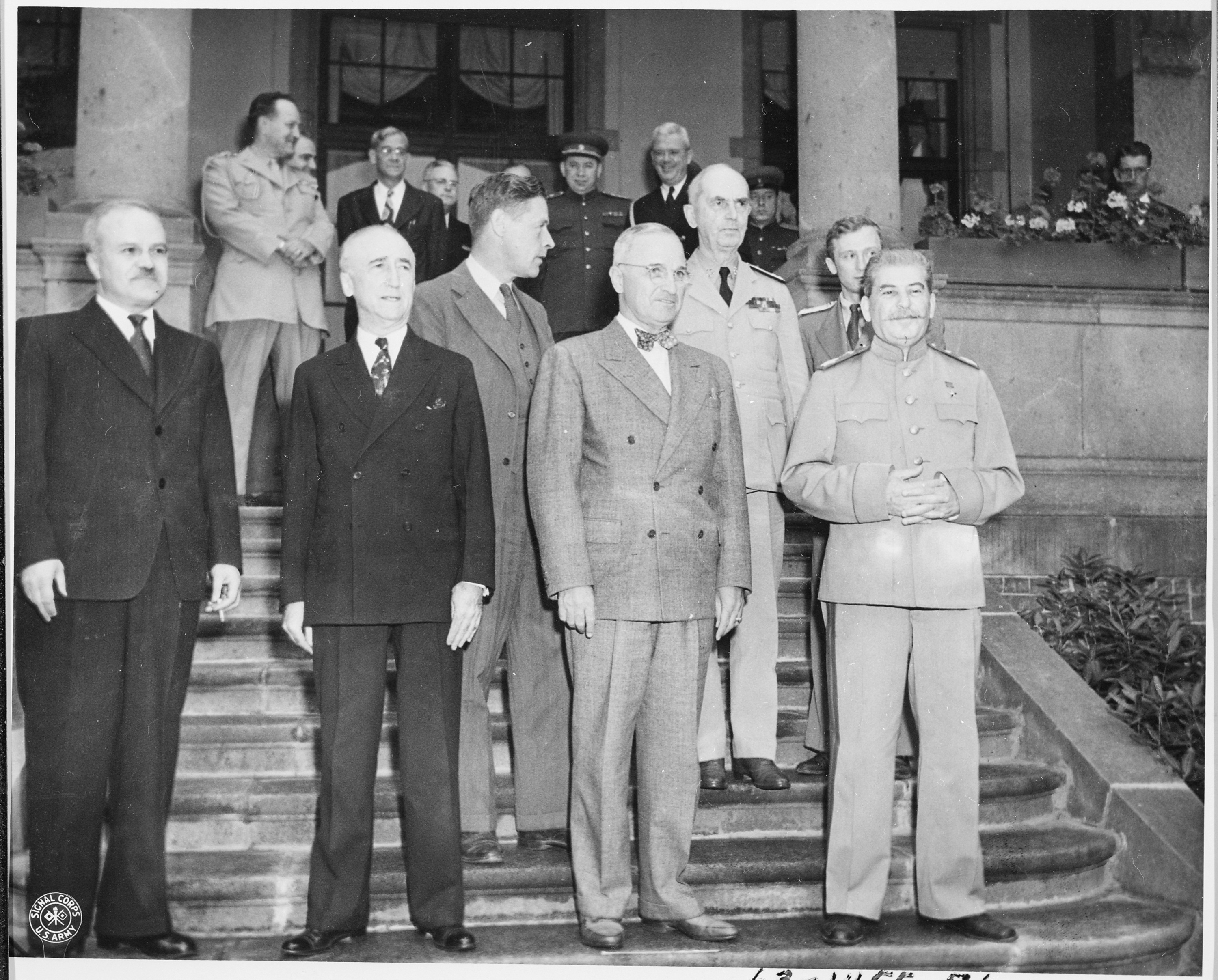

Брав участь у роботі делегації США під час Кримської та Потсдамської конференцій.